# Марио Кемпес (стадион)
«Марио Альберто Кемпес», ранее известный как стадион «Кордова», имеющий популярное название Олимпийский стадион «Шато-Каррерас» — стадион в Шато-Каррерасе, районе города Кордовы (Аргентина).

## История и описание
Стадион был построен в 1976 году для проведения на нём игр Чемпионата мира по футболу 1978 года. Вместимость стадиона составляет 57 000 зрителей, в то же время не для всего этого количества предусмотрены сидячие места как и у многих аргентинских стадионов.
Большинство футбольных клубов в Кордове имеют свои собственные стадионы, но предпочитают проводить свои домашние матчи на этом стадионе из-за его размеров и комфортности, особенно наиболее важные игры для клубов из-за их высокой посещаемости. Как правило на стадионе принимает гостей футбольный клуб «Тальерес», но кроме того некоторые свои домашние матчи на стадионе проводят «Бельграно», «Институто» и «Расинг». Сборная Аргентины по футболу также проводит некоторые свои домашние матчи на этом стадионе.
В 2006 и 2007 годах на стадионе проходили специальные этапы Ралли Аргентина, части Чемпионата мира по ралли.
К Кубку Америки по футболу 2011 года была произведена реконструкция стадиона. 6 октября 2010 года стадион был переименован в честь знаменитого аргентинского футболиста Марио Альберто Кемпеса.
23 января 2021 года на стадионе состоялся финал Южноамериканского кубка 2020. Аналогичный финал прошёл 1 октября 2022, заменив Национальный стадион имени Мане Гарриинчи по просьбе Бразильской конфедераций футбола Южноамериканской из-за всеобщих выборов.

## Концерты на стадионе
- Bon Jovi: 11 ноября 1993 (I'll Sleep When I'm Dead Tour), 18 сентября 2013 (Because We Can: The Tour)
- Луис Мигель: 23 ноября 1994 (Segundo Romance Tour), 12 декабря 1996 (Tour America 1996).
- Шакира: 3 марта 2011 (The Sun Comes Out World Tour).

Американская поп-певица Мадонна выступала на стадионе в последний день своего MDNA Tour 22 декабря 2012 года, во время её шоу на стадионе погас свет, концерт продолжился спустя час.